# Кыдзъёль
Кыдзъёль (Кыдж-Иоль) — река в России, протекает на северо-западе Удорского района Республики Коми. Правый приток реки Зырянская Ежуга.
Длина реки составляет 10 км.
Водосборный бассейн реки находится в лесной болотистой местности. От истока течет на запад потом поворачивает на север, в среднем течении генеральным направлением течения является северо-восток, в нижнем — север.

## Данные водного реестра
По данным государственного водного реестра России относится к Двинско-Печорскому бассейновому округу, водохозяйственный участок реки — Мезень от истока до водомерного поста у деревни Малонисогорская. Речной бассейн реки — Мезень.
Код объекта в государственном водном реестре — 03030000112103000047986.